# Amtsbezirk Erlach
Der Amtsbezirk Erlach war bis zum 31. Dezember 2009 eine Verwaltungseinheit mit Hauptort Erlach im Schweizer Kanton Bern. Der Amtsbezirk umfasste zwölf Gemeinden und hatte 10'867 Einwohner (Stand 31. Dezember 2008) auf einer Fläche von 84,37 km².

## Gemeinden
| Name der Gemeinde | Einwohner (31. Dez. 2008) | Fläche in km² | Einwohner pro km² |
| ----------------- | ------------------------- | ------------- | ----------------- |
| Brüttelen         | 592                       | 6,61          | 90                |
| Erlach            | 1'146                     | 3,49          | 328               |
| Finsterhennen     | 470                       | 3,57          | 132               |
| Gals              | 708                       | 7,84          | 90                |
| Gampelen          | 772                       | 10,60         | 73                |
| Ins               | 3'133                     | 23,87         | 131               |
| Lüscherz          | 530                       | 5,42          | 98                |
| Müntschemier      | 1'276                     | 4,87          | 262               |
| Siselen           | 579                       | 5,51          | 105               |
| Treiten           | 412                       | 4,74          | 87                |
| Tschugg           | 427                       | 3,29          | 130               |
| Vinelz            | 822                       | 4,56          | 180               |
| Total (12)        | 10'867                    | 84,37         | 129               |

## Veränderungen im Gemeindebestand

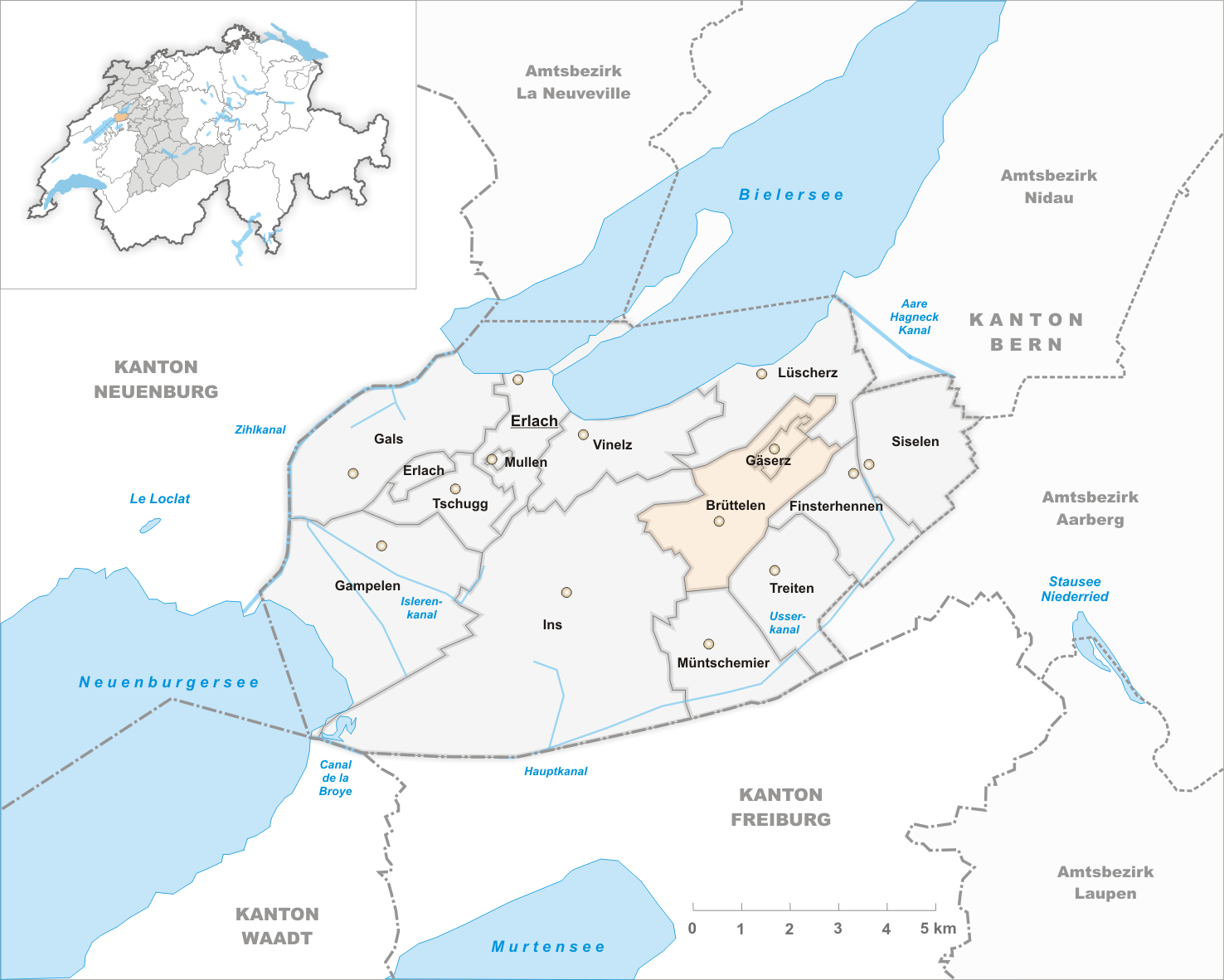
Gemeinden bis 1916
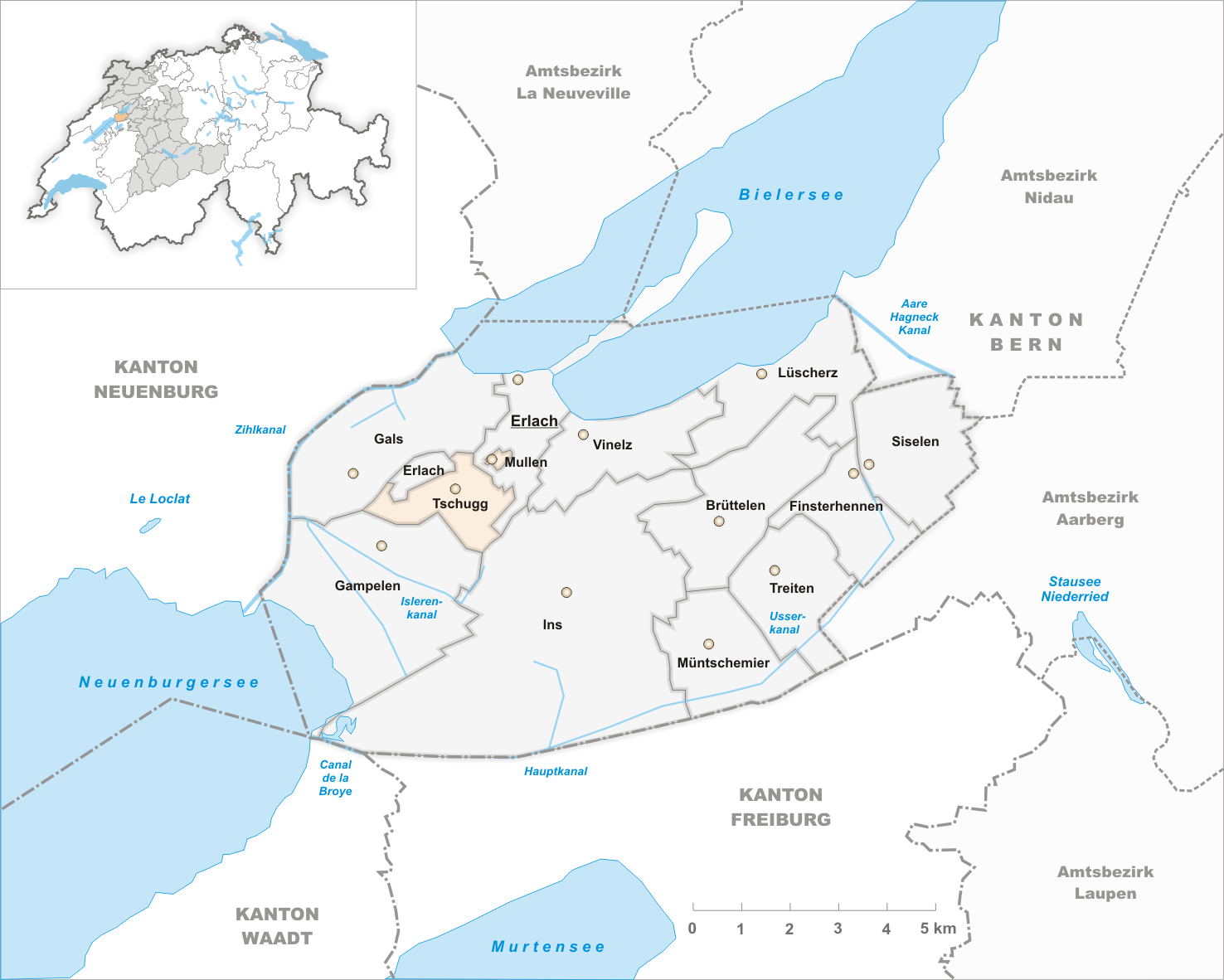
Gemeinden bis 1945
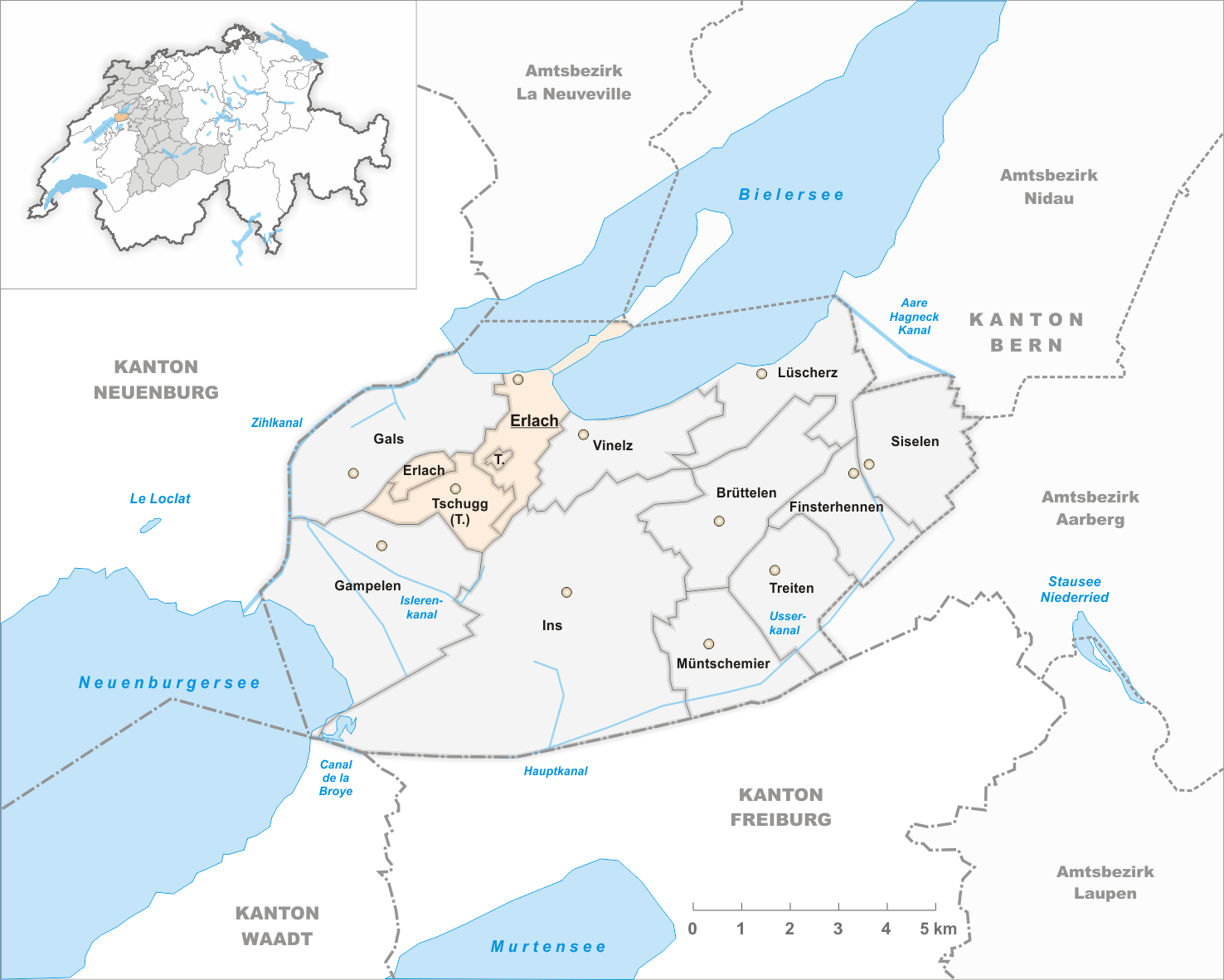
Gemeinden bis 1973
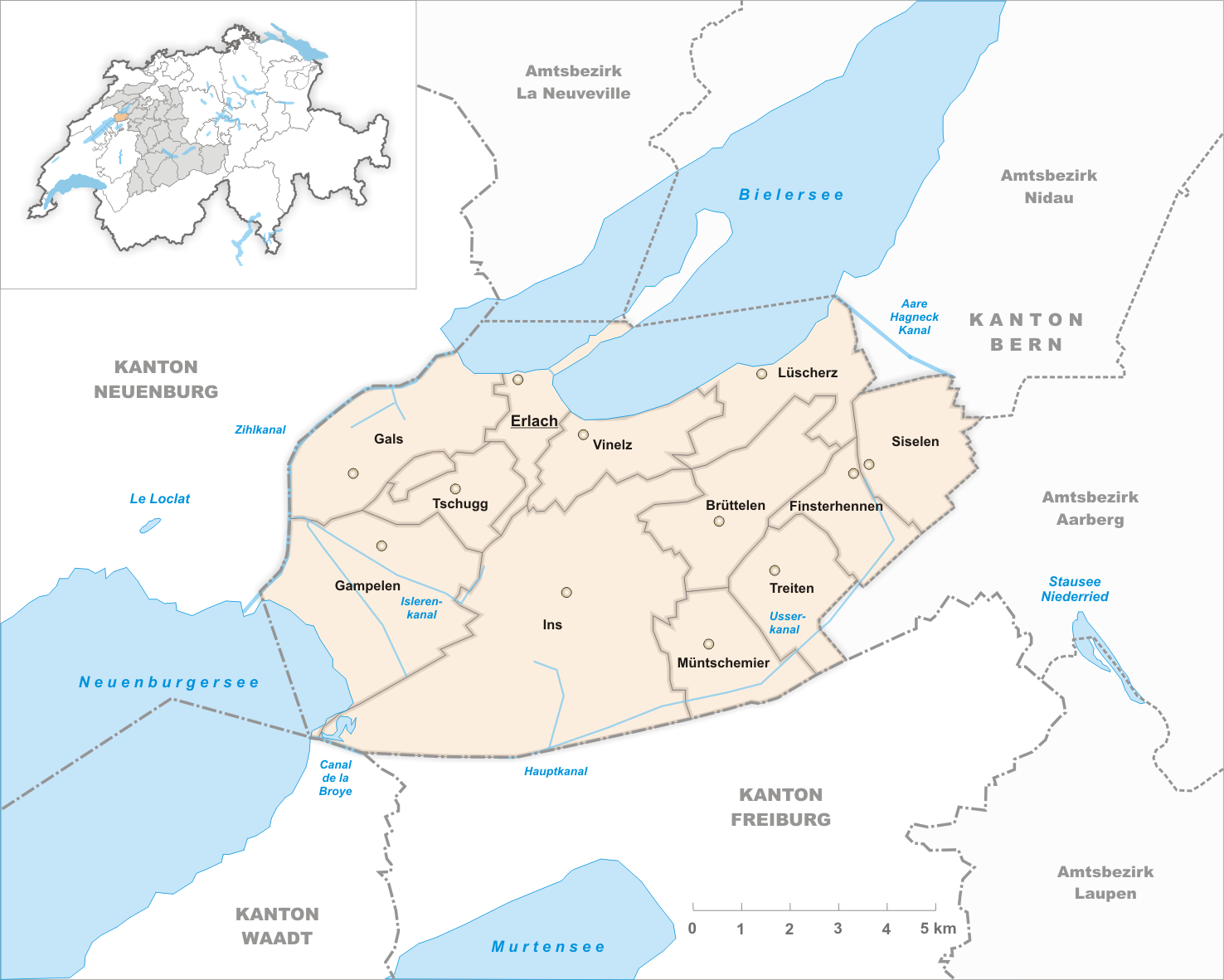
Gemeinden bis 2009

- 1917: Fusion Brüttelen und Gäserz → Brüttelen
- 1946: Fusion Mullen und Tschugg → Tschugg
- 1974: Gebietsänderung von Erlach und Tschugg
- 2010: Bezirkswechsel aller 12 Gemeinden vom Amtsbezirk Erlach → Verwaltungskreis Seeland